# Episodi di Reign (terza stagione)
La terza stagione della serie televisiva Reign, composta da 18 episodi, viene trasmessa a partire dal 9 ottobre 2015 al 20 giugno 2016 sul canale statunitense The CW.
In Italia, la stagione è andata in onda a partire da venerdì 9 dicembre 2016 su Rai 4, alle ore 17:30, con un doppio episodio ogni giorno dal lunedì al venerdì.
| nº | Titolo Originale         | Titolo italiano          | Prima TV USA     | Prima TV Italia  |
| -- | ------------------------ | ------------------------ | ---------------- | ---------------- |
| 1  | Three Queens, Two Tigers | Tre regine, due tigri    | 9 ottobre 2015   | 9 dicembre 2016  |
| 2  | Bethroted                | Doveri regali            | 16 ottobre 2015  | 9 dicembre 2016  |
| 3  | Extreme Measures         | Misure estreme           | 23 ottobre 2015  | 12 dicembre 2016 |
| 4  | The Price                | Il prezzo da pagare      | 6 novembre 2015  | 12 dicembre 2016 |
| 5  | In a Clearing            | Appuntamento col destino | 13 novembre 2015 | 13 dicembre 2016 |
| 6  | Fight or Flight          | Combattere o fuggire     | 20 novembre 2015 | 13 dicembre 2016 |
| 7  | The Hound and The Hare   | La lepre e il segugio    | 4 dicembre 2015  | 14 dicembre 2016 |
| 8  | Our Undoing              | La congiura              | 8 gennaio 2016   | 14 dicembre 2016 |
| 9  | Wedlock                  | Vincolo matrimoniale     | 15 gennaio 2016  | 15 dicembre 2016 |
| 10 | Bruises That Lie         | Ferite che mentono       | 22 gennaio 2016  | 15 dicembre 2016 |
| 11 | Succession               | Successione              | 25 aprile 2016   | 16 dicembre 2016 |
| 12 | No Way Out               | I cavalieri rossi        | 2 maggio 2016    | 16 dicembre 2016 |
| 13 | Strange Bedfellows       | Il complotto             | 9 maggio 2016    | 19 dicembre 2016 |
| 14 | To the Death             | Fino alla morte          | 16 maggio 2016   | 19 dicembre 2016 |
| 15 | Safe Passage             | Un passaggio sicuro      | 23 maggio 2016   | 20 dicembre 2016 |
| 16 | Clans                    | Straniera                | 6 giugno 2016    | 20 dicembre 2016 |
| 17 | Intruders                | Il trono vacante         | 13 giugno 2016   | 21 dicembre 2016 |
| 18 | Spiders in a Jar         | Ragni in un barattolo    | 20 giugno 2016   | 21 dicembre 2016 |

## Tre regine, due tigri
- Titolo originale: Three Queens, Two Tigers
- Diretto da:
- Scritto da:

### Trama
Caterina raggiunge Elisabetta e la aiuta nella politica interna assieme al consiglio: vuole mandare dei delegati a Roma dal Papa raccontando del tradimento di Maria per toglierle l'appoggio papale e far sposare suo figlio Carlo con la regina Elisabetta per creare un'alleanza con la Francia.
Francesco è sempre più malato e cerca di dare un figlio a Maria; consumato dal dolore infine le confessa la triste notizia. Narcisse cerca di corteggiare Lola che si sente sempre più attratta da lui. Delphine, imprigionata più volte, scappa, e chiede l'aiuto di Bash per scagiornarla dall'omicidio. Maria e Francesco capiscono che Caterina è nascosta in Inghilterra e cercano un dialogo, in realtà per rapire Caterina e riportarla a casa. Elisabetta "la regina Vergine" non vuole sposarsi perché innamorata di un uomo di rango inferiore, ma già sposato, a cui alla fine si concede.

## Doveri regali

### Trama
Caterina è tornata in Francia ed è incarcerata. Maria è ancora triste perché non è incinta, allora Francesco le propone di sposare suo fratello Carlo futuro re, lei si convince, ma il giovane non è interessato. Lola e Narcisse cominciano a frequentarsi, ma non lo vuole sposare. Delphine si fa viva con una lettera indicando la nuova vittima prescelta e Bash trova il cadavere di una domestica su una barca. In Inghilterra la regina non vuole mandare il suo amante in Francia come ambasciatore.

## Misure estreme

### Trama
Caterina pratica autolesionismo per cercare di vedere suo figlio Francesco. Re Antonio di Navarra chiede di poter entrare a corte, ma è senza esercito, vuole liberare il fratello Luigi di Condè che é prigioniero in un avamposto francese, offre in cambio la sua conversione al cattolicesimo, ma lei propone di fargli rifiutare la pretesa del trono francese, ma vuole negoziare solo con il re. Riceve però una richiesta di alleanza con l'ambasciatore inglese, che gli vogliono far ritirare grazie alle minacce di Caterina. Una giovane aggredita in un villaggio riesce a sopravvivere e Bash cerca di interrogarla. Francesco dopo l'aiuto di Narcisse con suo fratello dà l'approvazione per il matrimonio con Lola e si sposano. Maria rompe il fidanzamento con Carlo e pensa di sposare il principe di Spagna, propone poi a Francesco Caterina come reggente per ricompensare le sue azioni.

## Il prezzo da pagare

### Trama
Arriva una lettera a Maria da parte della madre malata: ha bisogno di nuovi rinforzi nella guerra contro l'Inghilterra. Elisabetta accetta la presenza a corte del re di Spagna. Lola e Narcisse partono per il viaggio di nozze, ma litigano perché lui ruba le terre a qualche contadino per avere un posto nel consiglio per votare la reggenza. Maria cerca un accordo per un armistizio, ma l'ambasciatore rifiuta. Bash ha una croce sul petto e sente le nuove torture di Delphine. La moglie di Robert cerca di convincerlo a lasciare Elisabetta, che però rifiuta il re di Spagna sentendosi umiliata. Mentre era a cavallo con Carlo, ma Francesco ha un malore, viene chiamato Bash che porta con sé la guaritrice che lo riesce a salvare dopo che era stato creduto morto. É morta la madre di Maria in Scozia.

## Appuntamento col destino

### Trama
Maria vuole nominare come reggente il suo fratellastro protestante Giacomo. Delphine vuole andarsene da corte perché non si sente accettata. Elisabetta ha inviato una lettera di pace ufficiale alla pace: l'Inghilterra lascia la Scozia e Maria rinuncia al trono inglese. Nostradamus torna a corte e annuncia la visione della morte di Francesco in una radura con dei petali bianchi caduti.
Bash e Delphine fanno un rito per dividere la loro unione soprannaturale. Caterina cerca di avvisare Francesco, ma lui non le crede e annuncia tanti viaggi assieme a Maria tra cui uno a Parigi. Bash e Delphine scoprono il covo dell'assassino che nel frattempo ha mietuto la quarta vittima. Maria viene rapita nel bosco mentre si era allontanata per andare a prendere il pranzo a Francesco. Francesco la ritrova e guerreggia con la spada con i suoi assalitori, per difenderla viene colpito e muore. Prima della morte ricorda i bei momenti passati con lei e le dice che deve risposarsi.
Bash annuncia la morte a Caterina che interviene sul posto e aiuta Maria, lo trova morto nel luogo della profezia di Nostradamus. Maria sospetta che le morti siano causate dalla regina Elisabetta e decide di bruciare l'accordo con l'Inghilterra; si scopre però dopo che è stato a causa di ribelli protestanti scozzesi. Nostradamus fa un'ultima profezia prima di andarsene: Caterina governerá la Francia con l'aiuto della regina di Scozia.

## Combattere o fuggire

### Trama
Maria decide di sostenere a qualsiasi costo il tentativo di Caterina di diventare reggente. Elisabetta deve affrontare la possibilità di perdere Dudley. La principessa Claudia si dichiara a Leith.
Maria rinuncia alle truppe francesi in Scozia per favorire l'elezione di Caterina come reggente; pensa poi di sposare il Re di Spagna.

## La lepre e il segugio

### Trama
Maria scopre un oscuro segreto sul principe Don Carlos di Spagna durante la sua visita in Francia, che la fa desistere dallo sposarlo. Prova però un giochetto erotico che vuole fare con Caterina, ma al termine si spacca il cranio contro il pavimento. Il nuovo ambasciatore inglese viene mandato per far innamorare e spiare la regina Maria. Si avvicinano durante la gara della lepre e del segugio quando Maria si fa male a una caviglia. Caterina porta avanti la sua relazione con il domestico, ma viene beccata da Narcisse che si fa avanti con lei.
Bash e Delphine vanno avanti con la loro relazione, ma sono più distanti. Viene trovato un nuovo cadavere di donna del serial killer. Delphine pensa che l'uomo voglia uccidere Greer nella sua locanda, ma lei vuole tendergli una trappola. Gli uomini del re restano tutta la notte, ma non arriva nessuno, quando vanno via Delphine viene aggredita. Caterina sta per essere riconfermata regina madre quando arriva il cardinale con l'urna degli organi interni di Re Francesco dove si scopre il fegato avvelenato: Narcisse ottiene quindi la reggenza.

## La congiura

### Trama
Caterina e Maria scappano dopo l'incidente e pensano a un piano per nascondere l'accaduto mentre bruciano gli abiti. Il duca di Toledo deve cercare un colpevole da offrire al suo re di Spagna, vuole quindi interrogare Greer. Il principe di Spagna si risveglia e Caterina pensa di ucciderlo, mentre Maria pensa di deviare il suo interesse: ha avuto un grave trauma, ma ha un deficit mentale. Un consigliere scozzese è arrivato in Francia raccontando della carestia. Caterina è accusata dell'omicidio di Francesco dopo la lettura del diario di Claudia e Maria decide di farla scappare. Lady Lola capisce che la grafia è la stessa e capisce che è stata colpa di Narcisse. Decide quindi di partire per l'Inghilterra e salvare il padre e i fratelli ostaggi. Maria decide di fidanzarsi con il principe che come dono manda il grano per la carestia.

## Vincolo matrimonale

### Trama
La regina Elisabetta in carrozza vomita, è incinta. Viene fatta una proposta al principe di Spagna da parte sua.
Don Carlos invia aiuti in Scozia e paga l'esercito francese che lì aveva combattuto. 
L'ambasciatore cerca di avvicinarsi alla regina raccontando la morte della moglie di parto. Il principe di Spagna ritorna in forza e decide di volere la Scozia con la corona matrimoniale, Maria accetta a patto che le nozze vengano celebrate il giorno dopo. Si rende conto che qualcosa non torna e chiede all'ambasciatore inglese di indagare. L'ambasciatore è minacciato da Elisabetta che tiene con sé sua figlia. Scopre così che volevano ucciderla sulla strada del ritorno, Maria con uno stratagemma lo svela e Don Carlos se ne va. Delphine vuole partire per aiutare a guarire dei feriti in montagna. La moglie di Dudley si suicida e i sospetti ricadono sul marito. Claudia e Leith hanno un rapporto, ma Narcisse le vuole organizzare un matrimonio con un nobile.

## Ferite che mentono

### Trama
Lady Lola è alla corte inglese rinchiusa. La principessa Claudia è data in moglie, ma l'oro della dote è stato rubato. Maria e Gideon stringono un patto. Greer scopre di essere incinta del pirata e vuole dare in adozione il figlio. Dudley sta per essere condotto in giudizio rischiando la pena capitale, ma aiuta Elisabetta portandole sangue di maiale per fingere il ciclo. Greer darà il figlio a sua sorella sposata che non può averne. Narcisse ordina a Maria di abbandonare la corte perché vorrebbe accusarla di furto e complicità, ma non ha prove. Claudia viene pestata da suo marito pregato da Caterina e così Carlo estromette Narcisse in favore di Caterina. Elisabetta viene avvelenata e perde il bambino. Decide però di mandare Agata la figlia dell'ambasciatore dal padre.

## Successione

### Trama
È il momento dell'incoronazione del nuovo re Carlo. Christoph l'amante della regina Caterina è diventato parte della guerra reale. Un ribelle scozzese protestante è contro Maria, ma anche contro Elisabetta che si vogliono schierare assieme. Arriva la figlia dell'ambasciatore che vuole recuperare i rapporti con lei. Viene trovato un altro cadavere nelle segrete del castello. I sospetti vengono incentrati verso il macellaio di corte quando si trova un cadavere nelle sue stanze. Lady Lola scopre che il consigliere della regina è innamorato di Elisabetta e l'ha avvelenata. Caterina scopre che il vero colpevole delle uccisioni è il suo amante, ma viene ricattata con la storia di sua figlia Claudia.

## I cavalieri rossi

### Trama
Maria vuole andare in Vaticano per avere un esercito cattolico. Elisabetta vuole cedere il suo trono se senza eredi a Maria, a patto che scelga il marito della cugina. Il cardinale vuole che accetti e lei si rende conto di essere una pedina. Christoph viene mandato lontano per evitare che uccida ancora. Dudley viene sfidato a duello con le pistole e vince. Caterina viene minacciata durante una commedia teatrale da un uomo sconosciuto. Maria e Gideon consumano un rapporto. Elisabetta eleva Dudley a conte per farlo sposare a Maria. Ritorna Christoph e all'orizzonte compaiono i 13 cavalieri rossi.

## Il complotto

### Trama
Dudley fa la proposta di matrimonio a Maria. Qualcuno ricatta la sorella di Greer per tacere sulla finta gravidanza e lei chiede aiuto a Leith. Gideon viene imprigionato perché non voglio che testimoni che dietro tutti gli intrighi del Vaticano c'è un Tudor. Christoph viene impiegato come nuovo torturatore di corte e il compito gli piace molto. Claudia e Leith si occupano di pedinare il cognato di Greer che si scopre non essere ricattato, ma avevano ordito un piano per rapire il neonato e portarlo in Scozia. Vogliono fare uno scambio tra Gideon e un generale francese, tale scambio è accettato e parte alla volta dell'Inghilterra.

## Fino alla morte

### Trama
La Francia non ha più soldi per pagare l'esercito per annientare i cavalieri rossi. Caterina spinge Maria a ritornare in Scozia con un esercito di mercenari. Narcisse per risollevare il Paese decide di imporre una decima, ma era già stata imposta, quindi Caterina e Carlo vengono aggrediti. Carlo senza più speranze decide di puntare delle vigne in un casinò alle Alpi. Dopo una serie di vittorie puntano tutto perdendo. Quindi per recuperare i soldi Narcisse decide di lottare. Maria organizza la fuga di Lord Castleroy dal carcere reale aiutata dai mercenari. Greer parte poi con suo marito verso il sud della Francia. I cavalieri rossi hanno ucciso tutti i generali appena pagati per far sembrare che la storia si ripeta e favorire l'insurrezione.

## Un passaggio sicuro

### Trama
Per evitare insurrezioni decidono di dire che i cavalieri non sono mai arrivati e seppelliscono i cadaveri nelle terre di Narcisse. Delphine ritorna a corte come veggente. Lola invia informazioni a Maria sulla possibilità di passaggio sicuro e quindi decide di partire. Le teste decapitate vengono messe sui torrioni e quindi c'è il rischio di rivolta dell'esercito. Maria parte e Bash le consegna un dono di Francesco per la partenza. Christoph uccide Delphine perché lo ha riconosciuto. L'esercito circonda il castello e vuole che la regina si consegni a un tribunale militare. Bash scopre Christoph e lo tortura fino a ucciderlo per avere le informazioni. Maria, dopo aver visto il regalo del marito defunto, una spada, decide di tornare indietro a salvare la famiglia Valois. Narcisse decide di partire con Maria per andare a liberare Lola. Bash scopre che Caterina ha ucciso sua madre e vuole colpire la regina, ma alla fine decide di dimettersi da viceré e partire con Maria.

## Straniera

### Trama
La nave di Maria naufraga durante una tempesta; nonostante ciò Maria, Narcisse e Bash riescono a raggiungere la riva della Scozia del nord. Maria e Narcisse evitano per un pelo di essere uccisi da un clan locale, i McFee, mentre Bash, sul punto di morte, viene salvato da un gruppo di druidi, che lo guarisce. Narcisse parte per l'Inghilterra dopo aver aiutato la Regina e il Vicere a riunirsi. I McFee attaccano e massacrano i druidi, così Maria e Bash si spacciano per due mercanti fratelli (di cui hanno trovato i documenti) per sopravvivere, giunti in Scozia per incontrare il promesso sposo della ragazza. Acconsentono di viaggiare con i McFee con un piano: i McFee sono i responsabili della morte di Francesco; Maria vuole incontrare il loro capo e vendicare il suo vero amore.
Nel frattempo in Inghilterra Elisabetta e Lola intrattengono il principe di Danimarca, un potenziale pretendente, ed evitano un disaccordo internazionale fingendo che sia stato un pensiero veloce di Lola.
Elisabetta apprende che la nave di Maria è affondata e, credendola morta, invita Lola a unirsi in maniera permanente, e non più come prigioniera, alla sua corte, dato il rapporto di amicizia creatosi fra le due.
Carlo, sperando di affermare il suo potere e ottenere la piena regalità senza l'aiuto di sua madre,  prosegue il suo piano per fermare i Cavalieri Rossi, ma viene tradito da uno dei suoi stessi giovani amici e catturato mentre si dirigeva a Orsey per far saltare in aria delle munizioni.

## Il trono vacante

### Trama
Marthen di Guisa è arrivato alla corte di Francia. John Knox si reca da Giacomo per dire che Maria è morta, vuole destituire la monarchia. Narcisse raggiunge Lola e le comunica che Maria è ancora viva, quindi si rende conto che l'idea dell'unificazione di Elisabetta è destinata a fallire. Carlo è rapito dai cavalieri rossi che dopo aver eliminato Caterina vogliono esiliare il re. Maria viene scoperta dal capo del clan, che scopre avercela con lei per aver messo al bando il padre e lo uccide con la spada di Francesco. Le guardie reali uccidono i cavalieri rossi e Carlo è ancora scomparso. Maria e Bash sono in cammino verso Edimburgo per evitare lo scioglimento della monarchia.

## Ragni in un barattolo

### Trama
Lola riceve un messaggio di Maria dove c'è scritto che Elisabetta va uccisa, è una lettera falsa inviata da Knox. Maria scopre che Gideon è il capo della delegazione nemica. Leith avuta l'approvazione della regina chiede a Claudia di sposarla. Lady Lola riceve istruzione dalla spia su come nascondere una pistola per uccidere Elisabetta. L'attentato non va a buon fine e Dudley accusa Lola. Carlo ritorna sano e salvo, ma è provato psicologicamente e vuole rinunciare al trono, dopo decide di farsi dichiarare dal consiglio idoneo a regnare da solo. Elisabetta chiede nuovamente a Dudley di sposarlo, ma lui si è risposato con un'altra. Lola viene decapitata da un boia. Leith viene accoltellato per ordine dei Guisa. Bash decide di unirsi a druidi perché ha capacità di veggenza. Maria chiede a Gideon di controllare Elisabetta: lei vuole il suo trono.